# Црни хумор
Црни хумор (лат. humor – влажност, течност; у средњовековној физиологији једна од четири „течности” у човековом организму које одређују његово темперамент) или црна комедија (колоквијално и црњак) је врста хумора у коме се комика комбинује са морбидношћу и гротеском, са циљем да се код публике осим смеха изазове и врста шока.
Често се бави тренутно актуелним темама. Неретко је контроверзан или полемичан јер укључује питање сме ли се исмејавати одређеној ствари и где је граница доброг укуса.
То се посебно односи на верске, сексуалне и трагичне догађаје.